# (3546) Atanasoff
(3546) Atanasoff ist ein Asteroid des Hauptgürtels, der am 28. September 1983 von den Astronomen Eleanor Helin und Wladimir Schkodrow am Bulgarischen Nationalen Astronomischen Observatorium – Roschen (IAU-Code 071) südöstlich der Stadt Tschepelare entdeckt wurde.
Benannt ist der Asteroid nach dem US-amerikanischen Computerpionier John Atanasoff (1903–1995), der zusammen mit Clifford Berry in den Jahren 1937 bis 1941  mit dem Atanasoff-Berry-Computer den ersten elektronischen Digitalrechner baute.